# Westfalen (Schiff, 1909)
Die Westfalen war das zweite Schiff der Nassau-Klasse, einer Klasse von vier Großlinienschiffen der Kaiserlichen Marine.

## Bau
Die Bremer Werft AG Weser begann am 12. August 1907 mit dem Bau der „Ersatz Sachsen“. Als zweites Schiff seiner Klasse stand der Neubau am 1. Juli 1908 zum Stapellauf bereit. Die Taufrede hielt Eberhard von der Recke, der Oberpräsident der Provinz Westfalen, nach der das Schiff benannt wurde. Mitte September 1909 wurde die Westfalen für die Endausrüstung nach Wilhelmshaven überführt. Aufgrund des zu diesem Zeitpunkt niedrigen Wasserstandes der Weser wurde das Schiff mit sechs Pontons angehoben, um das Fahrwasser trotzdem sicher passieren zu können. In Wilhelmshaven nahm die Westfalen, noch mit der Werftbesatzung, an der Feier zur Einweihung der neuen III. Einfahrt teil.

## Friedenszeit
Am 16. November 1909 wurde die Westfalen in Dienst gestellt. Bis zum 3. Mai 1910 wurden die üblichen Probefahrten durchgeführt, während der das Schiff im Februar an einem Flottenmanöver teilnahm. Die Westfalen wurde dem I. Geschwader zugeteilt und löste die Kaiser Barbarossa ab. Am 5. Mai stieg Vizeadmiral Hugo Pohl von der Hannover auf die Westfalen über, die damit das Flaggschiff des I. Geschwaders wurde. Dies blieb das Schiff bis zum 29. April 1912, als es durch die Ostfriesland abgelöst wurde. Die Westfalen sollte im Herbst 1914 in das zur Modernisierung anstehende II. Geschwader wechseln und die Preußen als Geschwaderflaggschiff ablösen. Diese Planungen kamen jedoch nicht mehr zur Durchführung.

## Einsatz im Ersten Weltkrieg

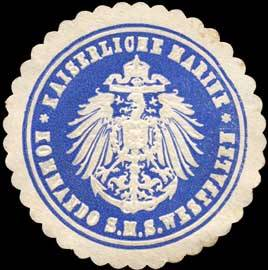
Siegelmarke Kaiserliche Marine – Kommando der Westfalen

Die Westfalen befand sich kurz vor Ausbruch des Ersten Weltkrieges mit großen Teilen der Hochseeflotte auf einer Norwegenreise, die aufgrund der zunehmenden Spannungen während der Julikrise abgebrochen wurde. Am 29. Juli 1914 war das Schiff in Wilhelmshaven zurück. Am 2. und 3. November sowie am 15. und 16. Dezember folgten Einsätze der Hochseeflotte, an denen die Westfalen beteiligt war. Am 24. Januar 1915 erfolgte der Befehl zum Auslaufen erst um 12.00 Uhr und damit zu spät für ein Eingreifen in das Gefecht auf der Doggerbank. Im März und April 1915 lag die Westfalen in der Werft.
Nach Übungen in der Ostsee wurde das I. Geschwader und mit ihm die Westfalen im August zur Deckung des Unternehmens gegen den Rigaischen Meerbusen herangezogen. Nach dessen Abschluss erreichte das Geschwader am 26. August wieder Wilhelmshaven. Die Westfalen war an Flottenvorstößen am 11. und 12. September, am 19. und 20. sowie am 23. und 24. Oktober beteiligt. Weitere folgten vom 5. bis 7. März, am 25. und 26. März, am 21. und 22. April sowie am 24. und 25. April 1916.
Die Westfalen nahm an der Skagerrakschlacht teil und wurde während des Rückmarschs nach der dritten Gefechtskehrtwendung das Spitzenschiff des deutschen Gros. Während des Nachtgefechts griffen mehrmals britische Zerstörer das Schiff an, ohne dabei einen großen Erfolg zu erzielen. Die Westfalen erhielt einen mittleren Treffer, der zwei Opfer forderte, blieb aber voll einsatztauglich und war ihrerseits an der Versenkung britischer Schiffe beteiligt.
Während des folgenden Vorstoßes erzielte das britische U-Boot E23 am 19. August einen Torpedotreffer auf der Westfalen. Das Linienschiff wurde entlassen und kehrte nach Wilhelmshaven zurück, wobei Torpedoboote die Nahsicherung übernahmen. Die nötigen Reparaturen dauerten bis zum 26. September. Nach Übungen in der Ostsee nahm das Schiff am 19. und 20. Oktober an einem erneuten Flottenunternehmen teil, ohne in Feindkontakt zu geraten. Während des Unternehmens Albion im September und Oktober 1917 lag die Westfalen vor Apenrade, um ein mögliches Eindringen britischer Kriegsschiffe in die Ostsee zu verhindern.

### Finnland-Intervention
Die Westfalen wurde am 21. Februar 1918 zum Flaggschiff des für die Intervention in Finnland zusammengestellten Sonderverbandes der Kaiserlichen Marine. Die Aufgabe der Marine bestand in der Errichtung eines als Ausgangsbasis für die Unternehmung gedachten Stützpunktes auf Aaland, der Überführung der im Raum Danzig gebildeten Ostsee-Division unter Generalmajor Rüdiger von der Goltz nach Finnland sowie der direkten Unterstützung der Operationen vor der finnischen Küste. Neben der Westfalen gehörten die Rheinland, der Minenkreuzer Nautilus, vier Torpedoboote, die III. Sperrbrechergruppe, die 9. Minensuchhalbflottille, sieben Hilfsschiffe und weitere Transportschiffe zum Sonderverband. Dessen Führung übernahm der Zweite Admiral des IV. Geschwaders, Konteradmiral Hugo Meurer. Nach einem durch starken Eisgang erschwerten Anmarsch erreichten die deutschen Schiffe am 5. März Eckerö, wo sie die ansässige Bevölkerung herzlich begrüßte. In den folgenden Tagen wurden rund 1.200 russische Soldaten festgenommen und über Libau nach Sowjetrussland gebracht. Die Westfalen kehrte am 10. März nach Danzig zurück, da Konteradmiral Meurer das weitere Vorgehen zu klären hatte.
Die Festung Hankö wurde als nächstes Ziel gewählt, für deren Eroberung der Sonderverband durch die Posen, außerdem durch den Kleinen Kreuzer Kolberg, das Küstenpanzerschiff Beowulf, den Hilfskreuzer Möve, die 4. Minensuchhalbflottille und mehrere Transportschiffe verstärkt wurde. Konteradmiral Johannes Hartog wurde zum Zweiten Admiral des Sonderverbandes ernannt. Ende März wurde die Ostsee-Division eingeschifft und nach Finnland gebracht. Die Westfalen lag am 3. April gemeinsam mit der Posen vor Russarö, wo die Signalstation besetzt wurde. Da sich die russische Festungsbesatzung aufgrund des Friedensvertrages von Brest-Litowsk für neutral erklärte, konnte die Ostsee-Division problemlos in Hangö angelandet werden. Die dort befindlichen britischen U-Boote wurden von den eigenen Besatzungen versenkt, das zugehörige Mutterschiff in Brand gesetzt.
Die Westfalen lag vom 9. bis 11. April vor Reval und begab sich anschließend nach Helsinki. Die finnische Hauptstadt wurde bis zum 14. April sowohl von Land als auch von See her besetzt, wobei sich die anwesenden russischen Kriegsschiffe ebenso wie die russischen Festungsbesatzungen neutral verhielten. Konteradmiral Meurer verblieb an Bord der Westfalen bis zum 30. April in Helsinki und ließ die Seefront der Stadt in gefechtsbereiten Zustand versetzen. Sie wurde anschließend an die Finnen übergeben. Am 30. April übernahm Konteradmiral Ludolf von Uslar das Kommando über den Sonderverband von Konteradmiral Meurer. Die Westfalen wurde aus dem Verband entlassen und kehrte in die Nordsee zurück, wo sie wieder dem I. Geschwader beitrat.

### Weitere Dienstzeit
Am 11. August 1918 war die Westfalen gemeinsam mit der Kaiser, der Kaiserin und der Posen als Sicherung für Torpedoboote an einem Vorstoß in Richtung Terschelling beteiligt. Dabei erlitt das Schiff eine schwere Kesselhavarie, aufgrund derer die Geschwindigkeit auf 16 kn sank. Die Westfalen schied am 1. September aus dem I. Geschwader aus und wurde der Schiffsartillerie-Inspektion zugeteilt. Bis Kriegsende diente sie als Artillerieschulschiff.

## Verbleib
Die Westfalen galt aufgrund ihrer Kolbendampfmaschinen zu Ende des Ersten Weltkrieges als veraltet und gehörte daher nicht zu den gemäß dem Waffenstillstand zu internierenden Einheiten der Hochseeflotte. Am 18. Dezember 1918 wurde das Schiff in Kiel außer Dienst gestellt. Die Hoffnung der Admiralität, die Westfalen in der Reichsmarine einsetzen zu können, erfüllte sich nicht. Die Alliierten forderten nach Abschluss des Versailler Vertrages die Auslieferung des Großteiles der Handelsflotte und der moderneren Kriegsschiffe. Daher wurde die Westfalen am 5. November 1919 aus der Liste der Kriegsschiffe gestrichen und am 5. August 1920 als Reparationsschiff D an Großbritannien übergeben. 1924 wurde das Schiff in Birkenhead abgewrackt.

## Kommandanten
| Dienstgrad       | Name                                                             | Kommandozeit                            |
| ---------------- | ---------------------------------------------------------------- | --------------------------------------- |
| Kapitän zur See  | Friedrich Gädecke                                                | 16. November 1909 – 14. September 1910  |
| Kapitän zur See  | Paul Behncke                                                     | 15. September 1910 – 30. September 1911 |
| Kapitän zur See  | Wilhelm Starke                                                   | 1. Oktober 1911 – 15. April 1912        |
| Kapitän zur See  | Hugo Kraft                                                       | 17. April 1912 – 3. Oktober 1913        |
| Kapitän zur See  | Johannes Redlich                                                 | 4. Oktober 1913 – 25. September 1916    |
| Kapitän zur See  | Hans Eberius                                                     | 25. September 1916 – 4. Juni 1917       |
| Kapitän zur See  | Ernst Ewers i. V.                                                | 10. Juni – 23. Juli 1917                |
| Kapitän zur See  | Hermann Bauer                                                    | 24. Juli – 5. August 1918               |
| Fregattenkapitän | Karl Windmüller i. V.                                            | Dezember 1917 bis Januar 1918           |
| Kapitän zur See  | Max Loesch                                                       | August – Dezember 1918                  |
| Korvettenkapitän | Paul Cleve als I.O. mit der Wahrnehmung der Geschäfte beauftragt | Dezember 1918                           |